# 函館ゴルフ倶楽部
函館ゴルフ倶楽部（はこだてゴルフくらぶ）は、 北海道函館市見晴町に広がるゴルフ場である。

## 概要
函館ゴルフ倶楽部は、昭和の初め、日本銀行函館支店の君島一郎は、平野信男を誘って、「ゴルフ倶楽部」を設立した。函館競馬場内にコースを計画、レイアウトは平野が行い、君島は財界をまわった。6ホールのコースを完成させた。1927年（昭和2年）11月3日、「函館ゴルフ倶楽部」を設立、同年11月13日、開場した。北海道最古の手造りのゴルフ場である。
1936年（昭和11年）9月6日、上野高台に、コース設計を赤星四郎に依頼して、9ホールのコースを開場した。同年12月8日、太平洋戦争が勃発し、ゴルフ場は暗転した。また、1944年（昭和19年）、翼賛会青年団がゴルフ場内に入耕して、ゴルフ場は休場させられた。ゴルフ場の一部は函館市に寄付し、一部は倶楽部会員に有料で分譲した。1945年（昭和20年）8月15日、敗戦、1947年（昭和22年）、函館市は、米軍兵士のプレーのために、現在の1番、8番、9番ホール周辺に3ホールを完成させた。その後、講和条約の発効により、占領軍は撤退した。1964年（昭和39年）7月、函館市から公園用地を借り受け、コース設計を赤星四郎に依頼して、新たな9ホール規模のコースを開場した。
2011年（平成23年）の旅行ガイド「ミシュラン・グリーンガイド・ジャポン」に一つ星として掲載され、日本の歴史公園100選にも選定された「見晴公園」内にある。眺望が良く、函館市街や津軽海峡をも一望でき、函館山に向かって打ち下ろし、気候条件が良ければ青森県下北半島も望める。コースは、各ホール個性豊かなつくりになっており、コース全体的に難易度が高い。特にグリーン上でのパットが難しい。コースの造りは、9ホール規模のコースとなっており、アウトコースとインコースでティーグランドとグリーンを入れ替え、18ホールをプレーすることができる。初めてのプレーでは手こずってしまうが、攻略するために何度でも挑戦したくなるコースである。

## 所在地
〒042-0956 北海道函館市見晴町58番地

## コース情報
- 開場日 - 1927年11月13日
- 設計者 - 赤星 四郎
- コースタイプ - 丘陵コース
- コース - 9ホールズ、パー36、3,307ヤード、コースレート70.5
- グリーン - 2グリーン、ベント（ペンクロス）
- プレースタイル - 乗用カート(2人乗り)、歩き(電動カート)、全組キャディ付き
- 練習場 - 4打席 50ヤード
- 休場日 - 無休、12月-3月、冬期間クローズ[4][5]

## ギャラリー
- コース - 「函館ゴルフ倶楽部」、コース情報

## 交通アクセス
- 鉄道 - JR函館本線 - 函館駅よりタクシー利用 約20分
- 道路 - 国道278号線 - 函館市内より 約7km[6]

## エピソード
- ロンドンでゴルフを覚えた日本銀行の君島一郎は、函館支店長に着任してから、暇を見つけては函館の柏野で、一人でテイやグリーンを作ってコースを設定し、キャディを頼んでボールを打っていた。
- 君島一郎と二人だけのゴルフコースを作った、友人の平野信男は、根っからのゴルフ好きで、ニューヨークでゴルフ倶楽部のメンバーになり、ゴルフを楽しんでいた。君島一郎が独自のコースを見て意気投合した。

## 関連文献
- 『はこだて財界』、「焦点の人・庄子正治氏、市の公職とともに函館ゴルフ倶楽部理事長も辞任、後任は大越勝巳氏か?」、「函館ゴルフ倶楽部に衝撃、木戸浦函館市長函館ゴルフ場の管理許可継続中止も含め善後策を検討と発言! 」、「管理許可継続中止措置の場合、どうなる函館ゴルフ倶楽部、100万円余の会員権もただの紙切れ、会員もホームコースを持たない流浪のゴルファーになる恐れ」、函館 函館財界問題研究所、函館 函館財界問題研究所、1986年12月、2020年10月23日閲覧
- 『はこだて財界』、「社会問題化する函館ゴルフ場問題、函館ゴルフ倶楽部に衝撃! ゴルフ場所有者の函館市、5年後、67年パブリックコース移行への基本方針打ち出す、どうなる会員 紙切れになる恐れ」、「横田氏を中傷する怪文書も出るなど、奇々怪々の函館ゴルフ倶楽部総会 大越勝己理事長を頂点に新執行部発足したが前途は多難」、「収入を上手にゴルフレジャーに使った函館ゴルフ倶楽部の営業報告書」、函館 函館財界問題研究所、1987年2月、2020年10月23日閲覧
- 『はこだて財界』、「どうなる? 見晴公園ゴルフ場問題、パブリックゴルフ場移行方針めぐり函館ゴルフ倶楽部側と函館市との対決近づく」、函館 函館財界問題研究所、1988年3月、2020年10月23日閲覧
- 『はこだて財界』、「函館ゴルフ倶楽部で第一回レディース杯」、函館 函館財界問題研究所、1997年9月、2020年10月23日閲覧
- 『はこだて財界』、「21世紀函館に事実上の市営ゴルフ場は必要なのか またまた問題起こした函館ゴルフ倶楽部。世にもみみっちいゴルフ場敷地で発生した赤松の過剰せん定、切りすぎ事件の経過と問題点!」、函館 函館財界問題研究所、1999年11月、2020年10月23日閲覧
- 『ゴルフ場ガイド 東版』、2006-2007、「函館ゴルフ倶楽部（北海道）」、東京 ゴルフダイジェスト社、2006年5月、2020年10月23日閲覧
- 『美しい日本のゴルフコース BEAUTIFUL GOLF CULTURE IN JAPAN 日本のゴルフ110年記念 ゴルフは日本の新しい伝統文化である』、ゴルフダイジェスト社「美しい日本のゴルフコース」編纂委員会編、「函館ゴルフ倶楽部」、東京 ゴルフダイジェスト社、2013年12月、2020年10月23日閲覧